# Stephan Tschudi-Madsen
Stephan Tschudi-Madsen, född i Bergen 25 augusti 1923, död 11 oktober 2007, var en norsk konsthistoriker. Mellan åren 1978 och 1991 var Tschudi-Madsen riksantikvarie i Norge.